# Parc naturel régional des Ballons des Vosges
Ne doit pas être confondu avec Parc naturel régional des Vosges du Nord.
Le parc naturel régional des Ballons des Vosges est un parc naturel régional français, créé en juin 1989 à l'initiative de trois anciennes régions : l'Alsace, la Lorraine et la Franche-Comté. Réunissant 201 communes et une population totale de 251 707 habitants en 2021, il est à cheval sur quatre départements : Haut-Rhin, Haute-Saône, Vosges et Territoire de Belfort. Ses 2 921 km2 en font l'un des plus vastes de France avec des milieux diversifiés tels les hautes-chaumes, des tourbières, des hêtraies-sapinières, des forêts collinéennes de chênes et de hêtres, des pelouses calcaires, des cours d’eau, lacs et étangs. Ces derniers abritent diverses espèces animales menacées, typiques de la faune tempérée, dont notamment le loup gris commun, le lynx boréal, le castor européen et le grand tétras. Les crêtes des Vosges abritent également une importante population de chamois. 
Le parc englobe le sud du massif vosgien, depuis la vallée de Sainte-Marie-aux-Mines jusqu'aux portes de Belfort et de Luxeuil-les-Bains et s'organise autour des Hautes Vosges, la partie la plus élevée du massif, comprenant les 14 sommets dépassant 1 300 mètres d'altitude.
C'est l'un des plus grands et des plus peuplés des parcs naturels régionaux français ; il borde et inclut en effet en partie plusieurs unités urbaines de la plaine d'Alsace et de la trouée de Belfort, comme Colmar, Mulhouse et Belfort.

## Organisation et missions

Logo du parc.

Comme pour tout autre parc naturel régional, la mission du parc des Ballons des Vosges consiste à rechercher un équilibre permanent entre protection des patrimoines naturel et culturel, et développement local, mais contrairement à un parc national, aucune réglementation spéciale de protection de la nature ne s'applique à l'intérieur du parc.
La structure juridique du parc est un syndicat mixte associant des régions, des départements et des communes. Ses instances de décision réunissent également l'Office national des forêts, les Conseils économiques et sociaux des régions concernées, et les Chambres consulaires. Le Conseil syndical comprend 56 délégués avec voix délibérative et 10 membres avec voix consultative ; il choisit le président du parc en son sein.
Les actions du parc sont mises en œuvre par l'équipe des salariés sous la supervision du directeur.

## Géographie
Recouvrant pour partie deux régions, Grand Est et Bourgogne-Franche-Comté, le parc naturel régional des Ballons des Vosges regroupe 189 communes réparties sur quatre départements :
- 94 communes dans le Haut-Rhin,
- 34 communes dans la Haute-Saône,
- 44 communes dans les Vosges,
- 17 communes dans le Territoire de Belfort.

### Les communes adhérentes

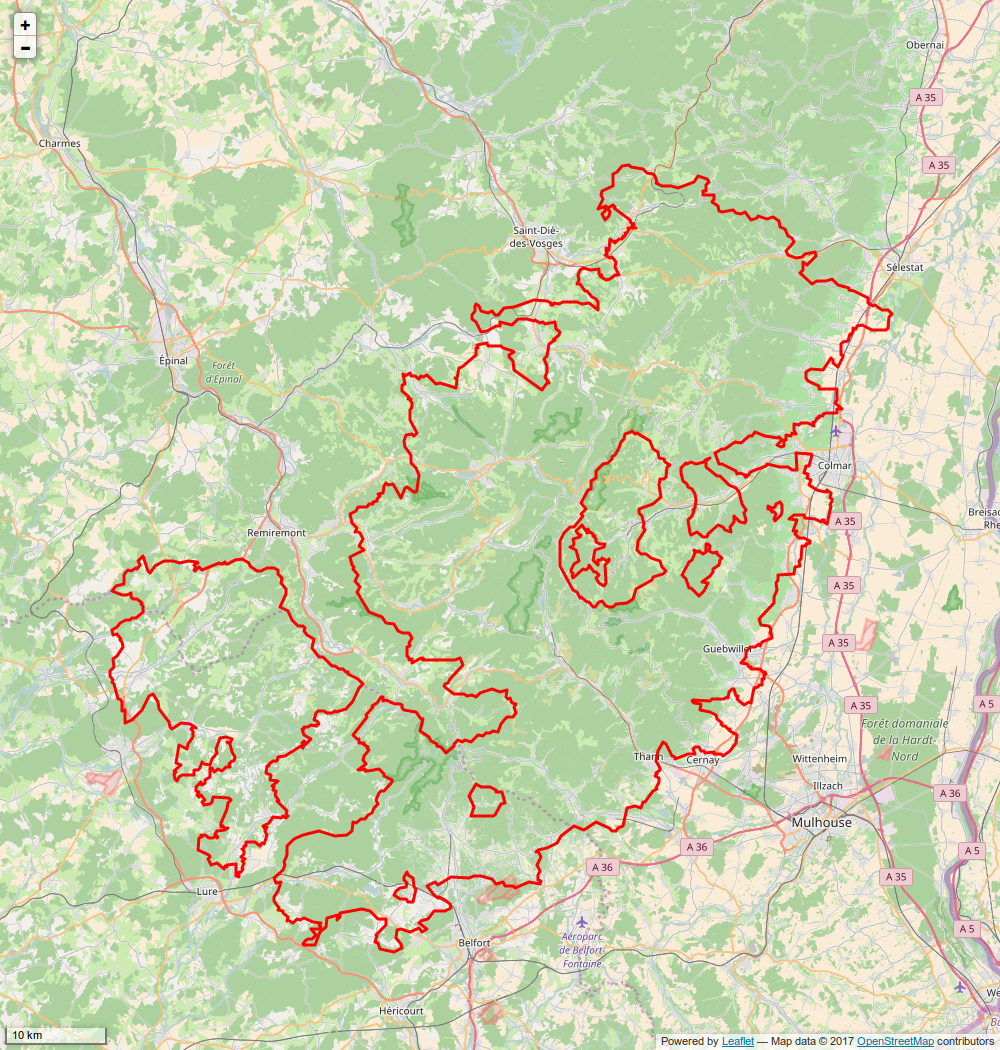
Périmètre du Parc naturel régional des ballons des Vosges (P.N.R.B.V.).

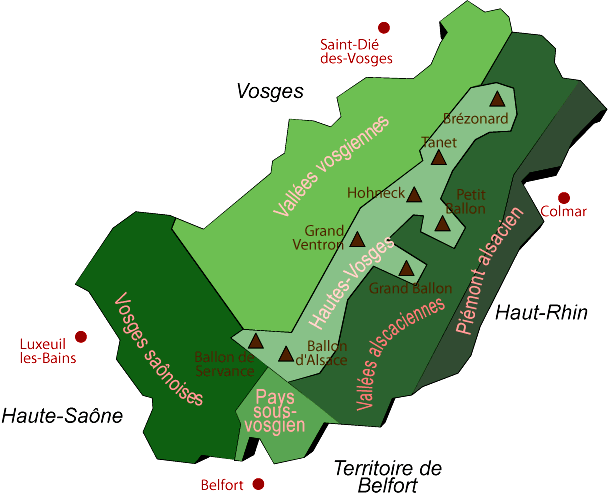
Carte du parc.

## Faune et flore
Ses milieux très diversifiés abritent la faune et la flore emblématiques du massif : chouette de Tengmalm, lynx, faucon pèlerin, grand tétras, linaigrette gracile, œillet superbe, canneberge, droséra…

### Faune
- grands prédateurs : Lynx boréal en France et Loup gris
- autres espèces protégées : Grand Tétras, Chamois
- divers : Castor, Pic noir, Cassenoix moucheté

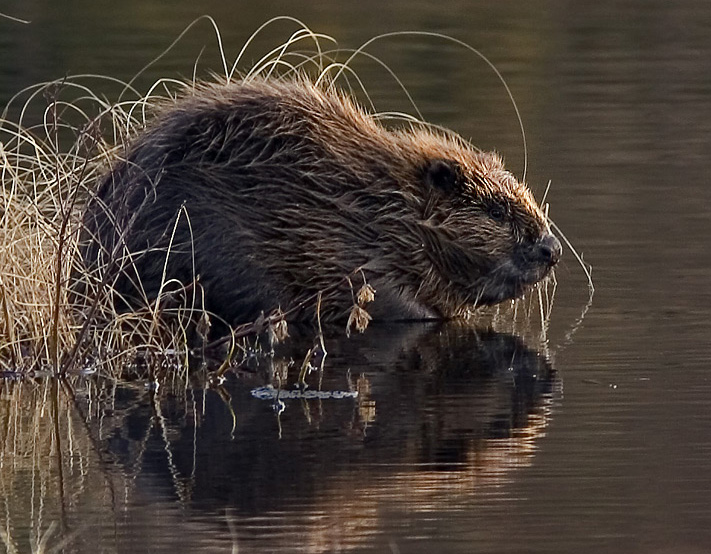
Castor fiber, Castor d’Europe, Castor commun ou Castor d’Eurasie.
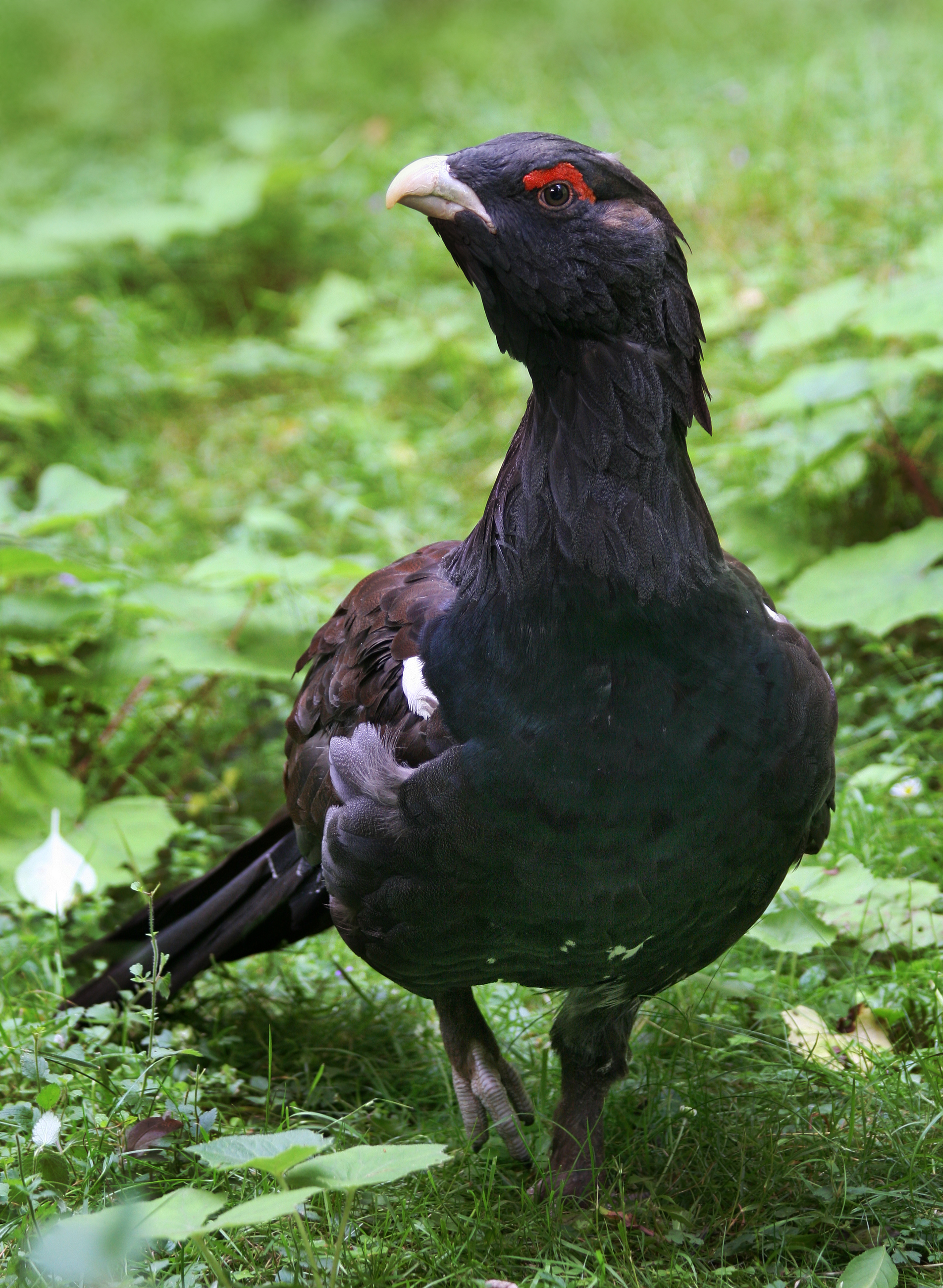
Grand Tétras (Tetrao urogallus), ou Grand coq de bruyère.
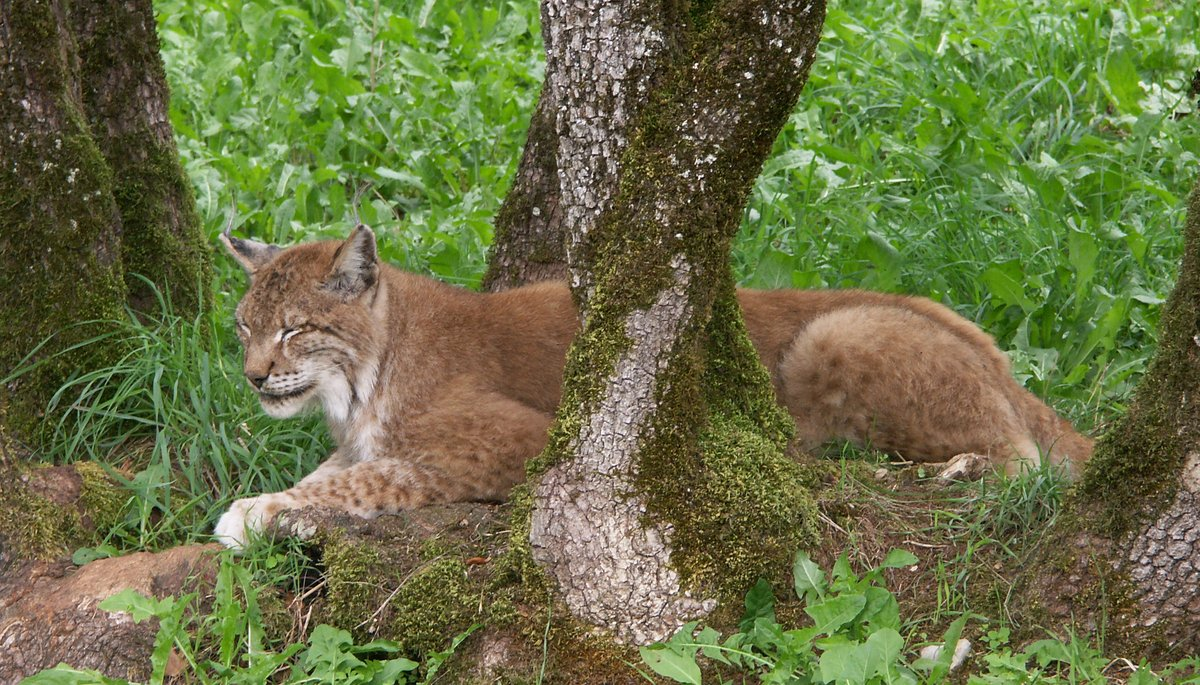
Lynx boréal en France.
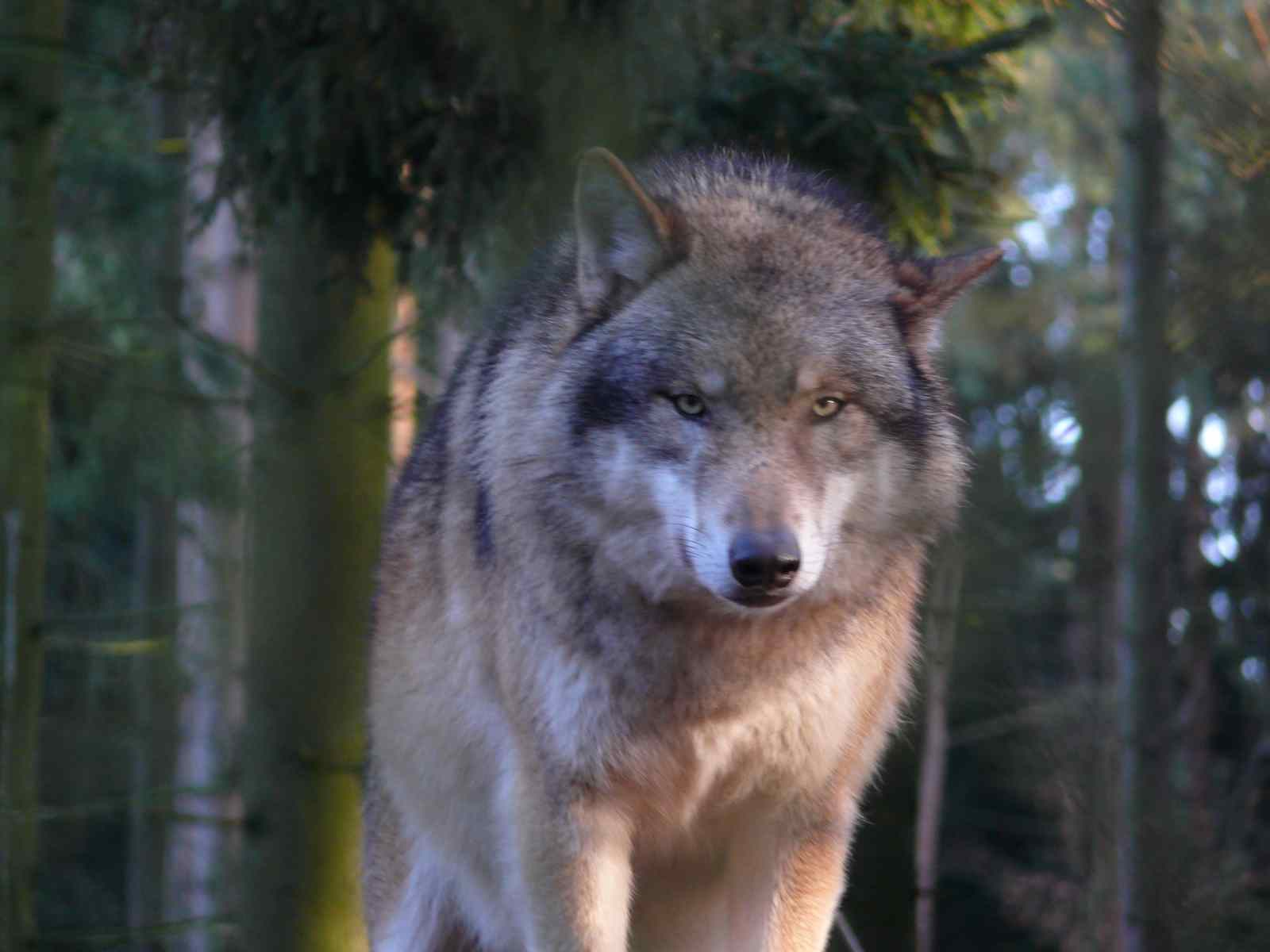
Le loup gris, à nouveau présent dans le massif depuis 2011.

#### Réintroduction du lynx boréal
Le lynx présent sur le versant alsacien des Vosges est le lynx boréal. L'espèce est presque deux fois plus grande que celle d'Amérique du Nord : il mesure de 60 à 70 cm à l'épaule, sa longueur est de 80 à 130 cm avec une queue de 11 à 24 cm. De 1983 à 1993, 12 mâles et 9 femelles ont été relâchés. En 2006, on estime qu'il y aurait entre 30 et 40 individus dans les Vosges alsaciennes, sur une superficie d'environ 2 000 km2 (densité : 1,5 à 2 lynx/100 km2). La population se reconstitue très lentement. Elle semble toutefois encore fragile notamment en raison d'un braconnage persistant et des risques liés à la circulation automobile.

#### Retour naturel du loup gris
Les derniers loups sont signalés dans les Vosges en 1918 et 1919. En 1994, un loup a été abattu dans les Vosges, il s'agissait vraisemblablement d'un loup apprivoisé abandonné par la suite. Le loup est toutefois revenu naturellement dans le Jura suisse, il y est présent depuis 2004 et a été notamment aperçu à deux reprises aux alentours de Montavon et de Coeuve (Jura) à quelques kilomètres de la frontière française, au sud de l'Alsace. On s'attendait ainsi à une confirmation rapide de sa réapparition naturelle dans le Jura alsacien et les forêts sundgauviennes, ce qui devait ouvrir la possibilité de son retour ultérieur dans le massif vosgien. Il fallut attendre sept ans pour que le loup fasse officiellement son retour dans les Vosges, le 8 juillet 2011, dans le secteur du Ventron et du col du Bonhomme. Cependant, certains croient à une réintroduction forcée du loup dans les Vosges qui se serait déroulée en 2005, dont l'apparition serait constatée par le public seulement 6 ans plus tard. Mais qui a introduit les cinq loups en liberté après une adaptation surveillée au sud du massif, côté alsacien ? On justifie la discrétion de la réintroduction volontaire comme pour empêcher toute tentative de braconnage, comme ce fut le cas avec le lynx. Le même processus est prévu pour d'autres régions françaises, comme en Lozère, en Limousin et en Bretagne. La réintroduction n'est pas forcément naturelle, mais les politiciens et les médias veulent faire entendre qu'elle l'est. Le suivi hivernal 2011-2012 a confirmé l'existence de la Zone de Présence Permanente des Hautes-Vosges s'étendant sur les départements du Haut-Rhin, des Vosges et de la Haute-Saône. La présence de louveteaux a été enregistrée fin août 2013, dans la partie haut-rhinoise du parc. Les louveteaux seraient nés en mai 2013. Il s'agit de la première reproduction confirmée en France en dehors des Alpes.
Toutefois le loup cause de nombreux dommages : depuis 2011, date de son apparition officielle, il a tué 744 ovins sur 343 attaques. Un veau et un poulain ont également trouvé la mort. Les emplois des éleveurs sont menacés, si bien que certains décident de cesser leur activité. Pour leur venir en aide, le préfet a délivré des autorisations de tir sur le loup, animal officiellement protégé, qui est trop offensif sur les troupeaux.

### Flore

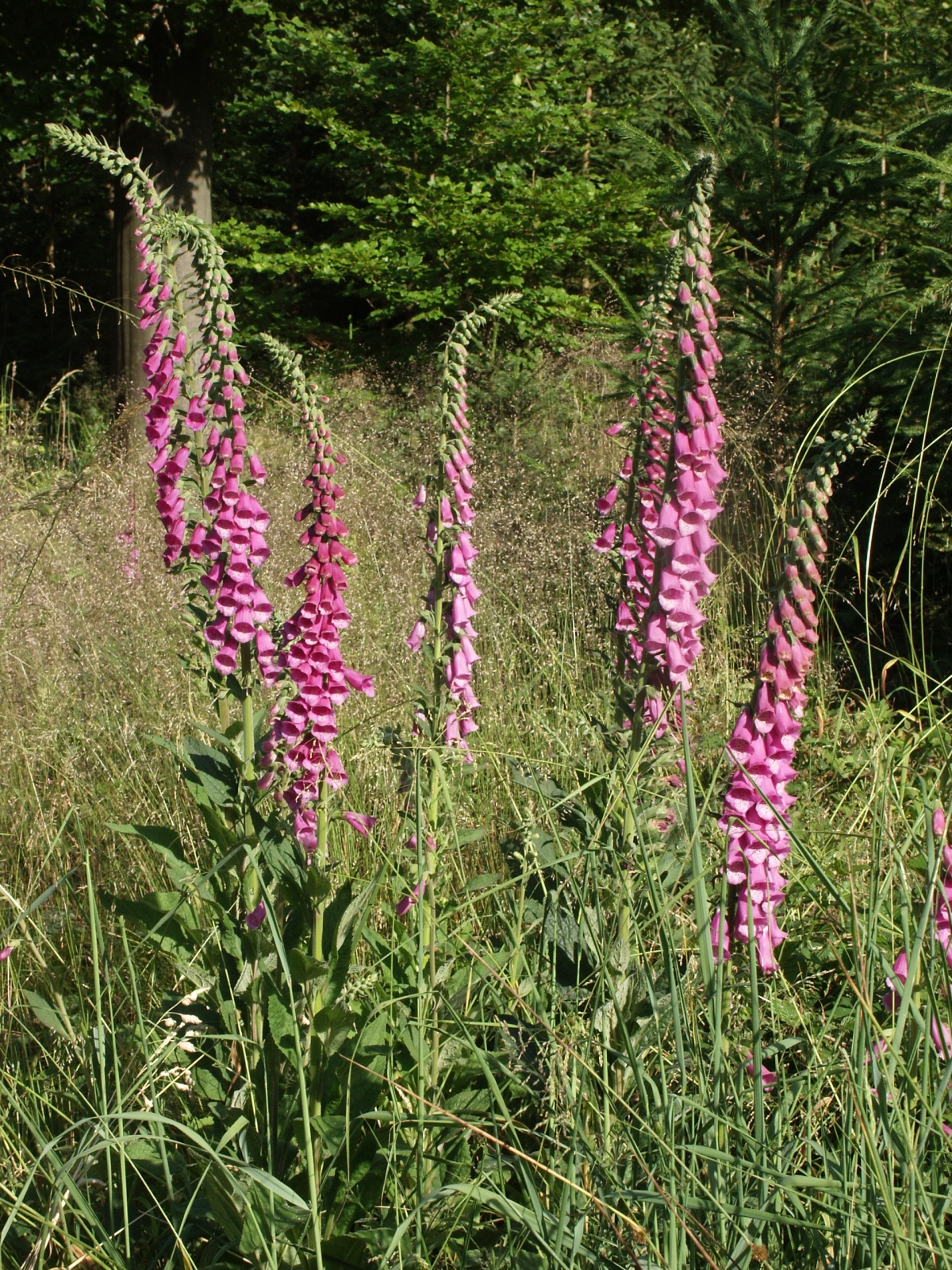
Digitale.

Le parc englobe des espaces diversifiés comme les Hautes-Vosges et leurs versants boisés, les vallées vosgiennes, haut-rhinoises et comtoises, le plateau des Mille Étangs, le pays sous-vosgien et le piémont viticole alsacien.
Il recèle également des milieux naturels rares, tels que les hautes-chaumes, les tourbières, les hêtraies-sapinières, les forêts collinéennes de chênes et de hêtres, les pelouses calcaires, les cours d’eau, les lacs et les étangs.
Cinq réserves naturelles participent ainsi à la protection de ces milieux les plus prestigieux de la grande crête.
- Plantes des tourbières
- Plantes médicinales : arnica, digitale
- Résineux

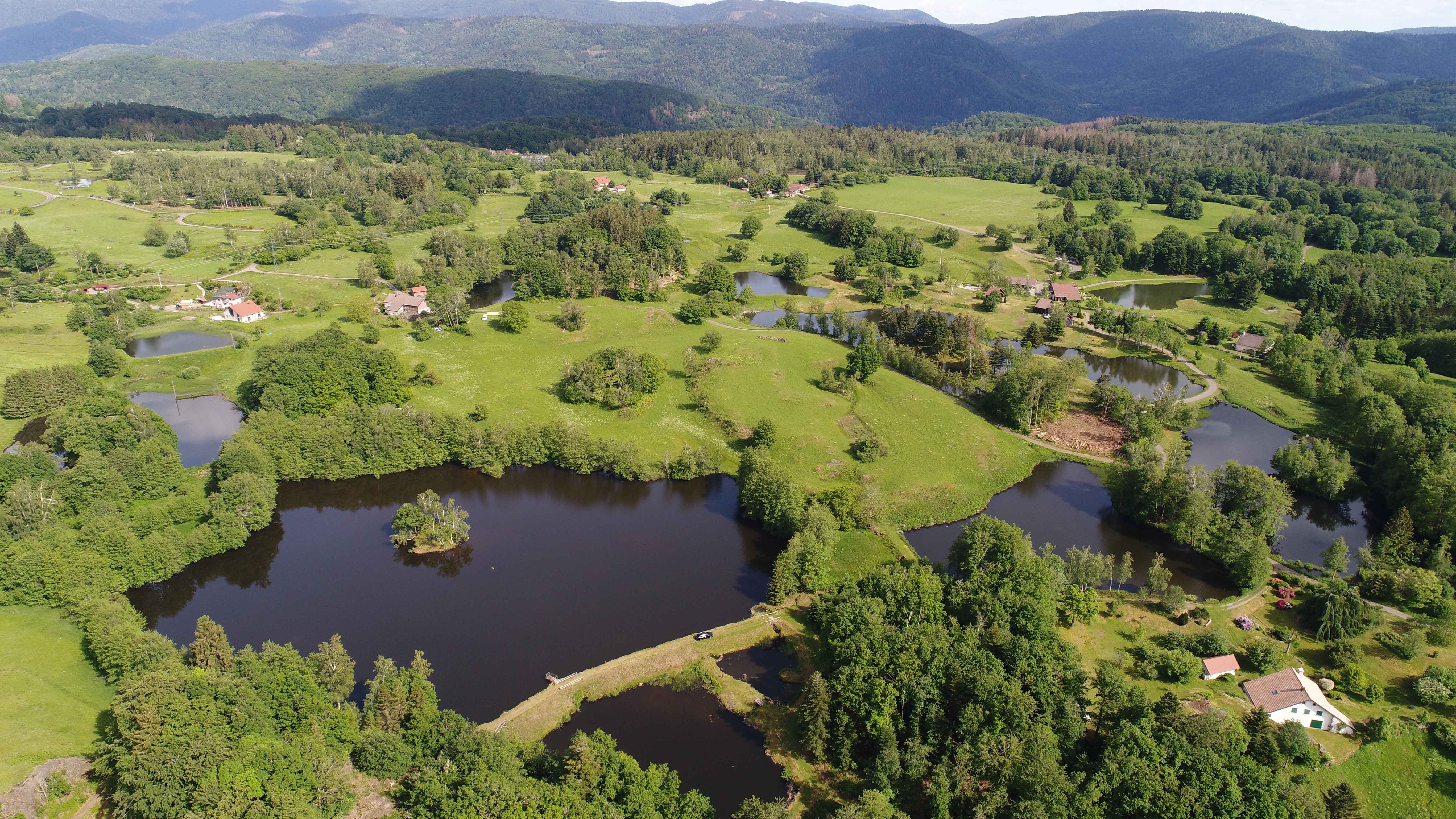
Le plateau des Mille Étangs.
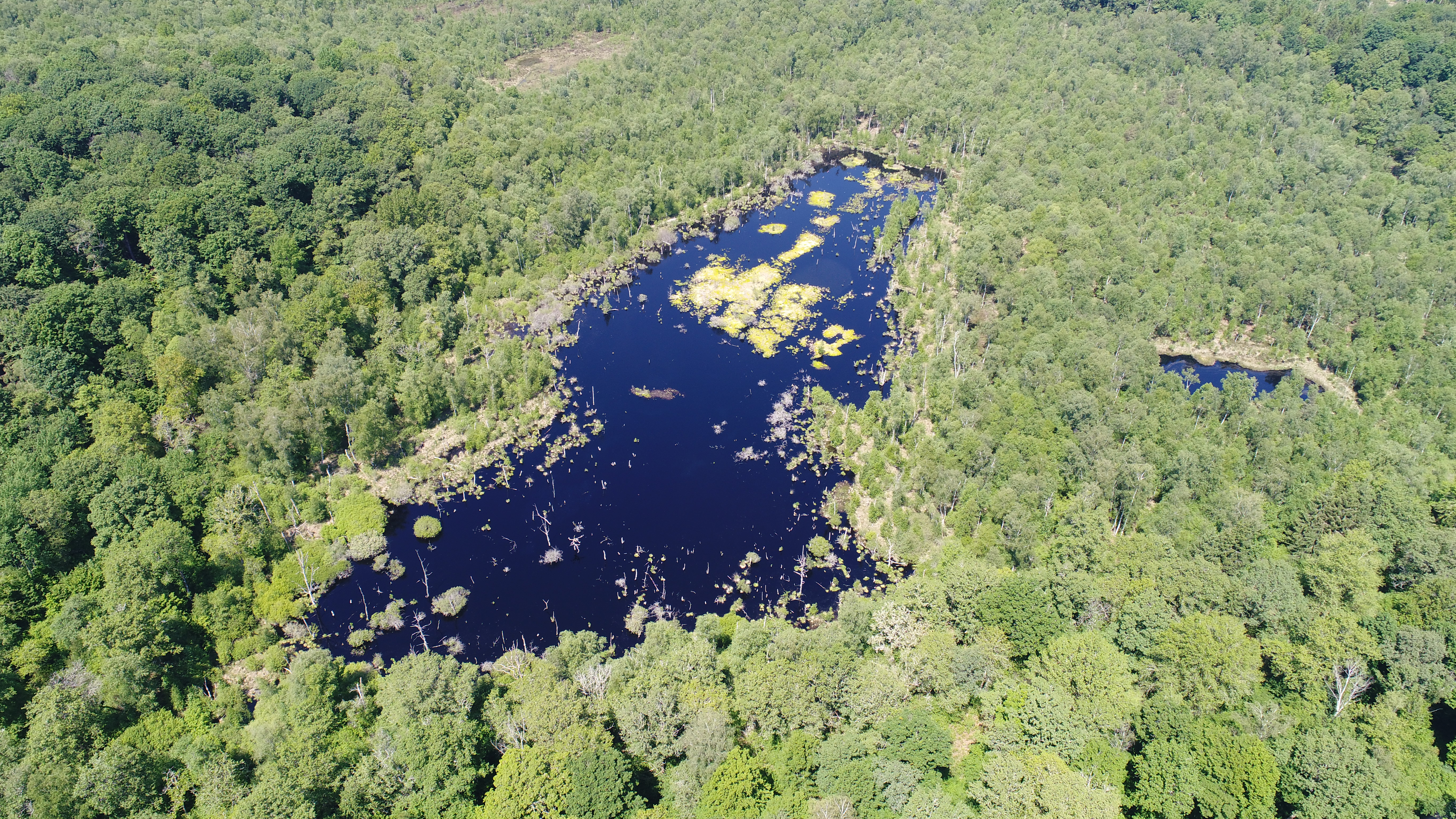
La réserve naturelle régionale de la tourbière de la Grande Pile.

## Patrimoine
Fortement marqué par une présence humaine ancienne, dès le Néolithique (entre 5 500 et 2 000 années avant notre ère), la montagne vosgienne est traversée par des peuplades qui y séjournent et y chassent régulièrement. Le parc naturel régional des ballons des Vosges est un territoire vivant, dont l'homme a su très tôt exploiter l'eau, le bois, la pierre et le sous-sol pour développer l'industrie et l’artisanat. Il constitue à ce titre l'un des berceaux de la Révolution industrielle, avec le développement d'activités sidérurgiques dès le Moyen Âge. Il est également l'héritier d'une histoire mouvementée liée aux conflits européens (Guerre franco-allemande de 1870), ou mondiaux (Guerres mondiales : Première Guerre mondiale, Seconde Guerre mondiale).
L’industrie ancienne du sud du massif vosgien est étroitement liée aux conditions géologiques et hydrographiques. Les nombreux cours d’eau, la richesse du sous-sol (argent, cuivre, fer, plomb, cobalt, charbon, potasse) et du sol (granit, grès…), la densité des forêts furent autant d’éléments favorables à la naissance de l’industrie et de l’artisanat. La roue à eau, du Moyen Âge jusqu’au milieu du XIXe siècle, puis la turbine et la vapeur en furent le moteur. Ces activités ont suscité d'importants brassages de populations dès leur début par exemple avec l'arrivée de mineurs tyroliens au Moyen Âge.
D’autre part, les guerres ont fortement marqué le massif vosgien et ont laissé des traces toujours présentes. Reflets tenaces ou facettes plus insolites de l’histoire, les lieux de mémoire contribuent à la connaissance du territoire.
Une soixantaine de musées, sites patrimoine (moulins hydrauliques, haut-fer, galeries de mines, etc.), circuits historiques et Centres d’interprétation animés par des associations et acteurs locaux invitent à découvrir la richesse du patrimoine du parc. Des thèmes d’une grande variété y sont traités : de la forêt à l’agriculture et aux savoir-faire, en passant par les patrimoines industriels et techniques, à l’art et l’histoire et enfin la mémoire.

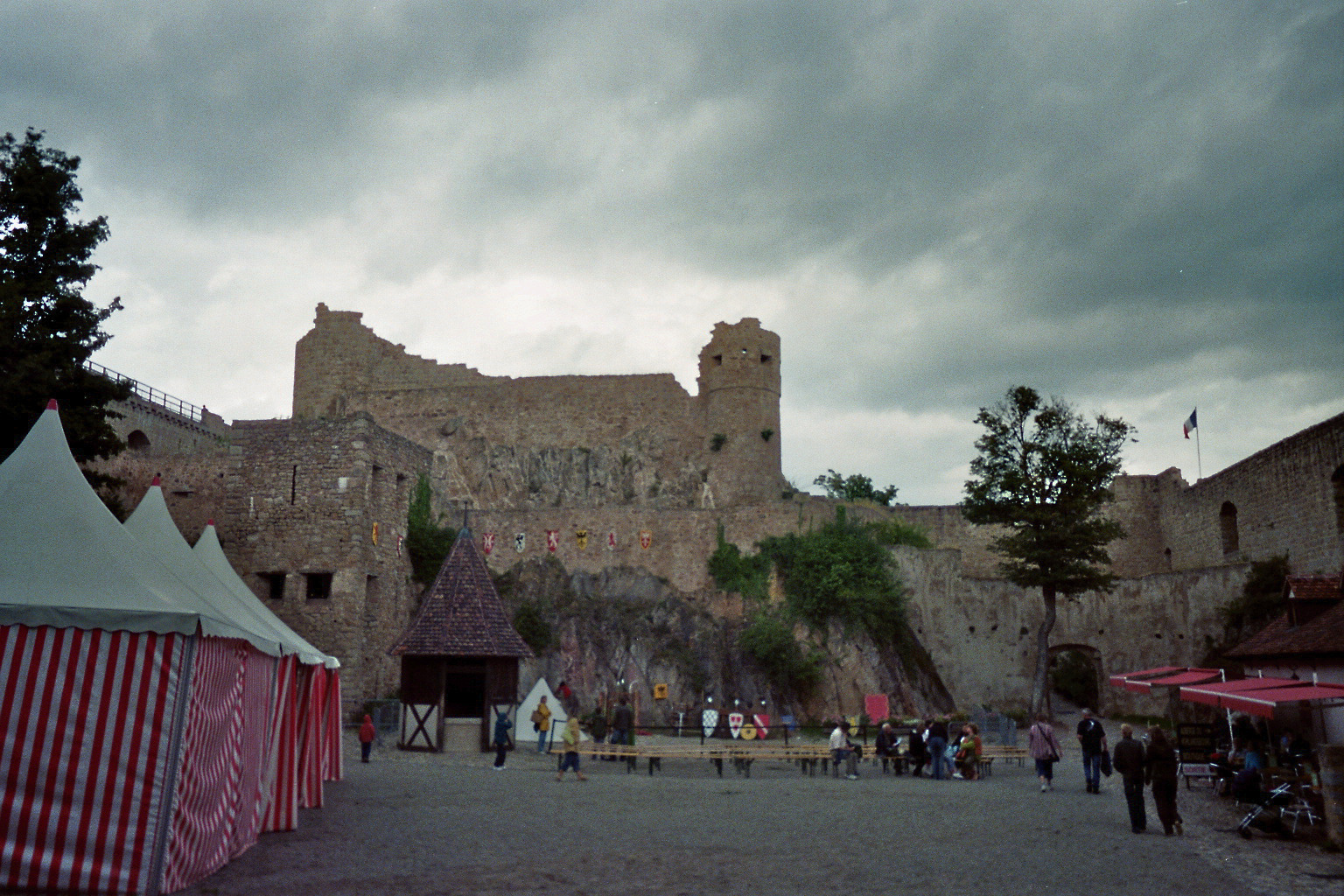
Château du Hohlandsbourg, Wintzenheim.
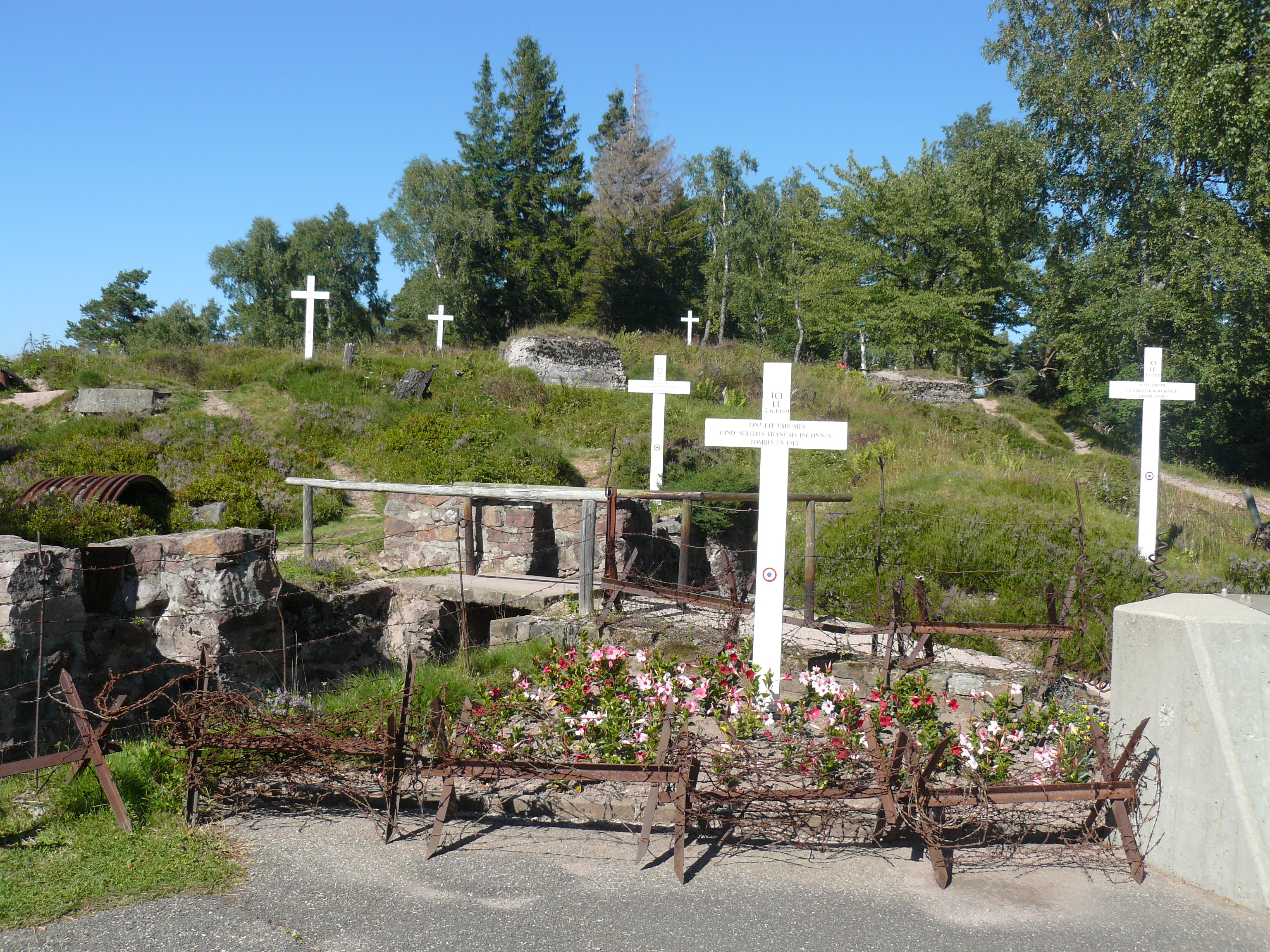
Musée-Mémorial du Linge, Orbey.
Chapelle Notre-Dame-du-Haut de Ronchamp.
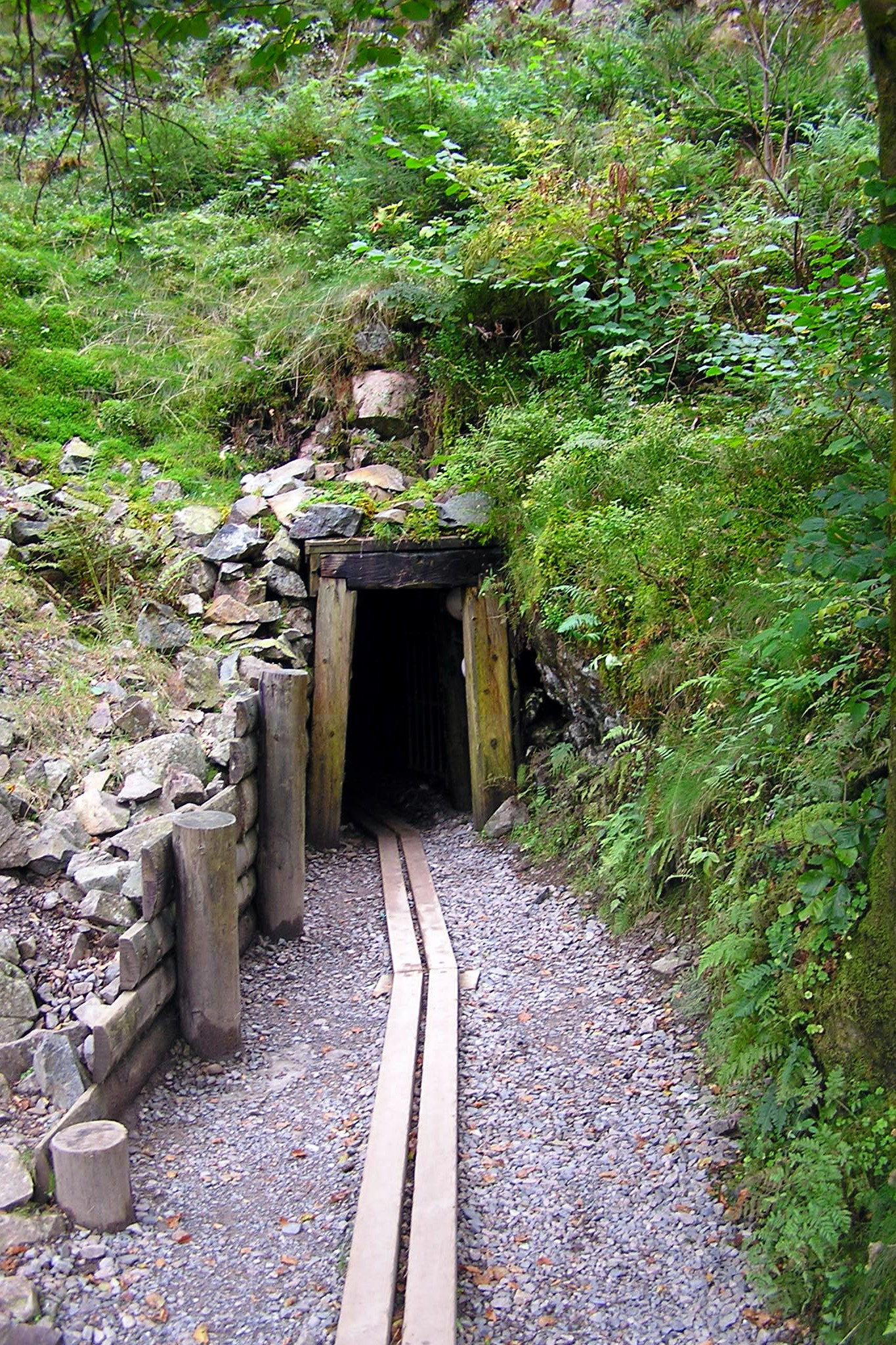
Hautes-Mynes du Thillot.

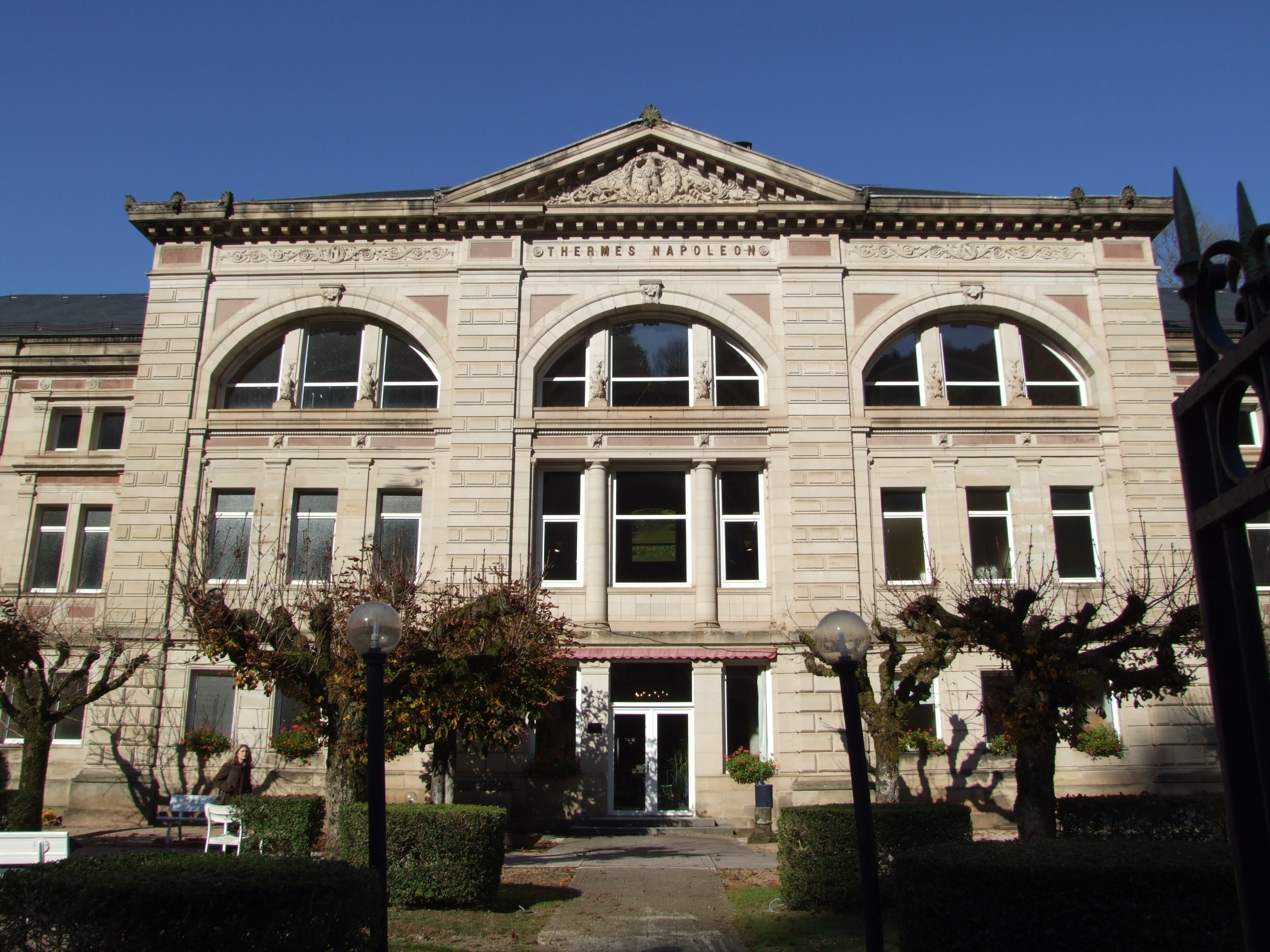
Thermes Napoléon, Plombières-les-Bains.
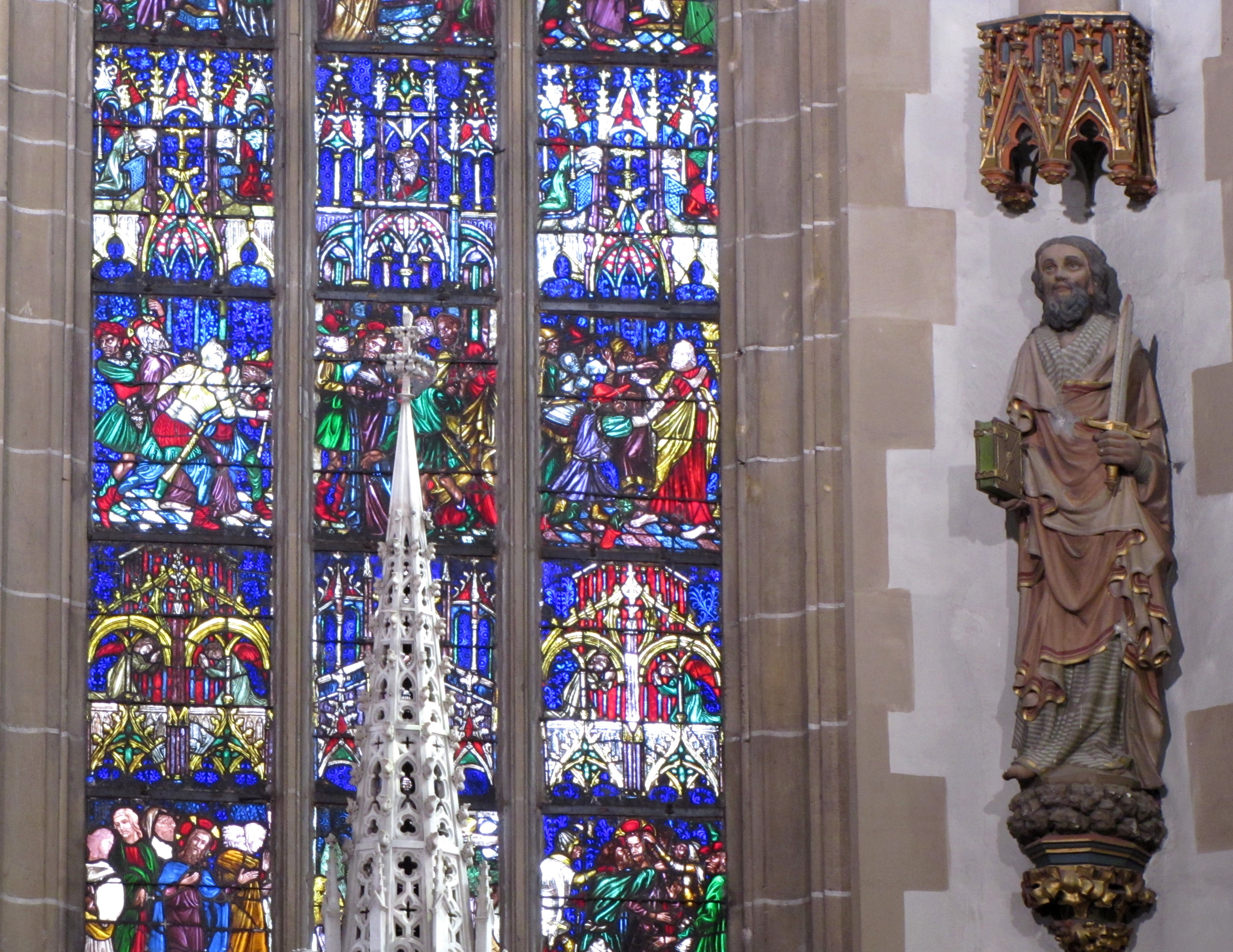
Collégiale Saint-Thiébaut de Thann, Verrière "Passion et vie du Christ ressuscité".
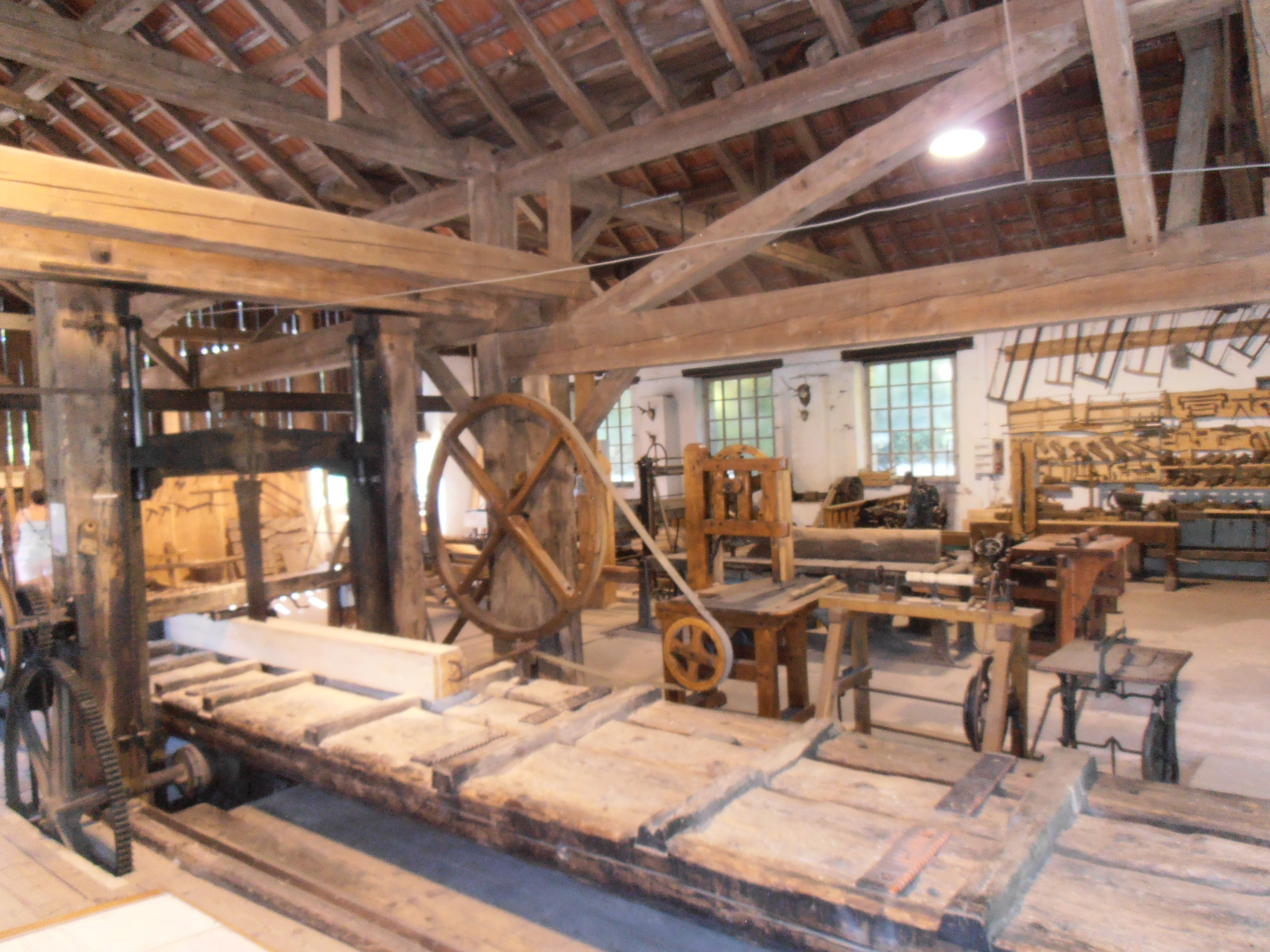
Maison de la forêt et du bois des Vosges à Saulxures-sur-Moselotte.

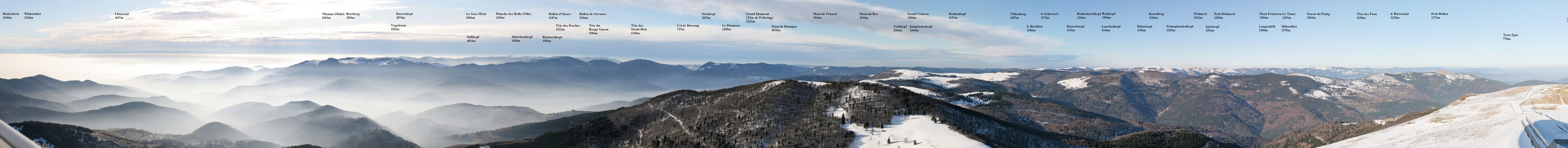
Panorama des Vosges depuis le sommet du Grand Ballon.

## Économie
- L'agriculture en zone de montagne,
- Les Chaumes,
- La viticulture,
- La distillation du kirsch (notamment le kirsch de Fougerolles),
- La filière bois,
- L'exploitation du granit,
- L'industrie textile,
- Le tourisme[18] grâce à ses atouts très variés (route des vins, route des châteaux, route des lacs[19],...).
- Le thermalisme.

## Points d'accueil: sensibiliser

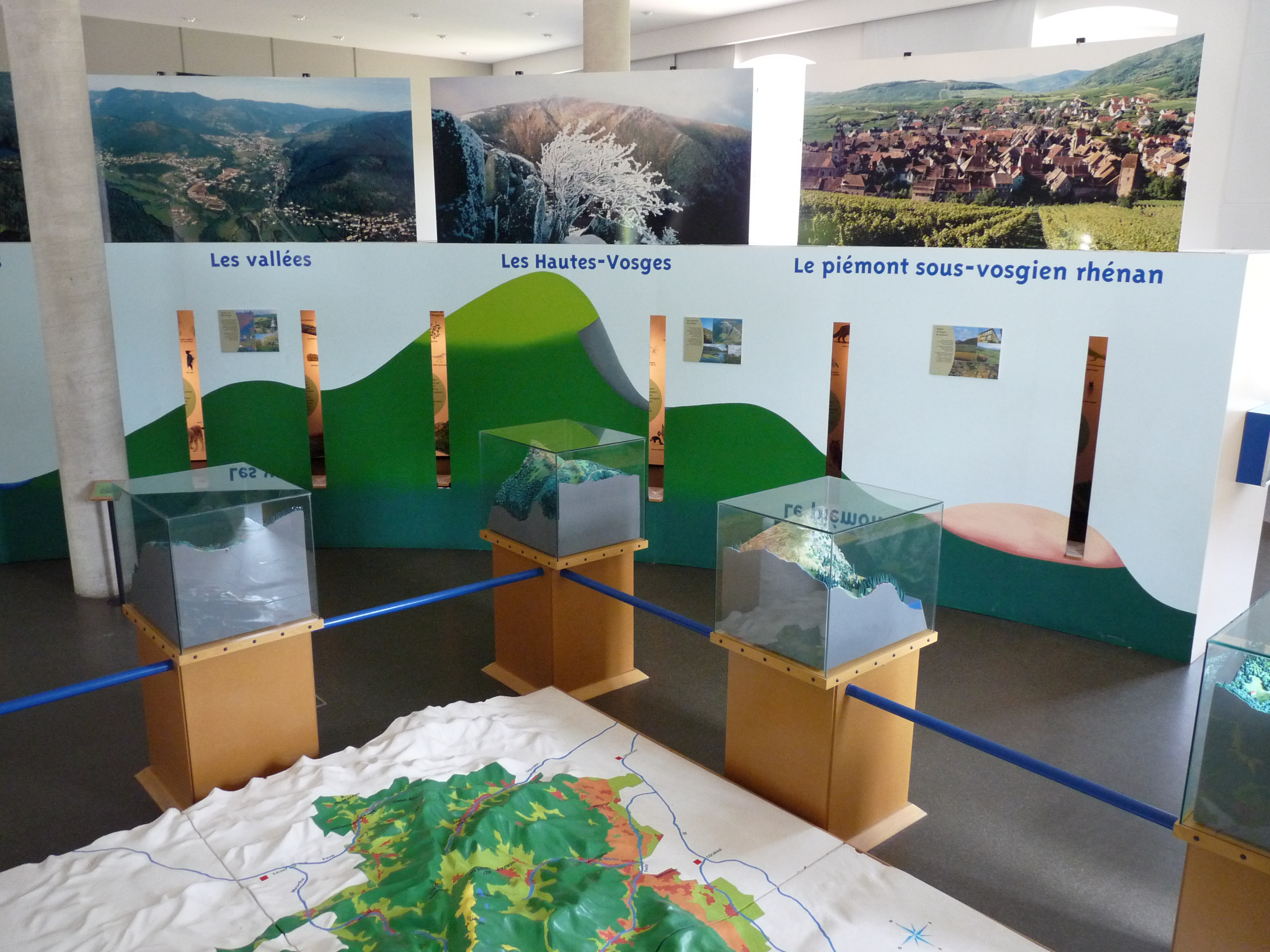
Exposition permanente à la maison du Parc de Munster.

La maison du Parc de Munster (Haut-Rhin) constitue un point de départ pour découvrir ce vaste territoire aux identités multiples. Elle accueille une exposition permanente de 600 m2 et permet de découvrir les milieux naturels, le patrimoine culturel, les paysages, la géologie et les activités économiques du territoire (agriculture, viticulture, filière bois, industrie, exploitation du granit, artisanat et tourisme). Des visites guidées sont organisées en été. Des livrets de visite en allemand et en anglais sont disponibles. La maison du Parc accueille chaque année différentes expositions temporaires.
Dans le même esprit que la maison du Parc, le point d’accueil du Grand Ballon, relais estival sur les crêtes, offre informations et documentations sur le parc, ses milieux et ses activités. En outre, le Grand Ballon fait partie d’un des nombreux arrêts de la navette des crêtes.
Depuis 2009, un nouveau point d'accueil a ouvert ses portes en Haute-Saône au Haut-du-Them-Château-Lambert. Il s'agit de l'Espace Nature Culture. Ce bâtiment « haute qualité environnementale », réalisé par le conseil général de la Haute-Saône, est géré par le parc naturel régional des ballons des Vosges.
Son exposition permanente de 200 m2 fait la part belle aux Vosges saônoises : son histoire géologique et humaine, ses savoir-faire et ses ressources locales, ses paysages et ses villages, son agriculture et son industrie.